# Molí Xic del Pascual
El Molí Xic del Pascual és una obra de Capellades (Anoia) inclosa a l'Inventari del Patrimoni Arquitectònic de Catalunya.

## Descripció
Ca l'Anton és un cas poc freqüent de molí paperer en el que pels costats s'amplia formant galeries, relegant els estenedors de paper a una planta més alta. El molí Xic del Pasqual conserva les característiques més pròpies dels molins paperers amb les seves obertures per estenedors en les tres últimes plantes.

## Història
Forma part d'un conjunt d'antics molins que agafaven l'aigua de la bassa de Capellades.